# Eulechria subpunctella
Espèce
Synonymes
- Oecophora subpunctella Walker, 1864[1]

Eulechria subpunctella est une espèce de lépidoptères (papillons) de la famille des Oecophoridae qui se rencontre en Australie.